# Garoto (café)
Garoto  é uma bebida à base de café, muito comum em cafetarias portuguesas. Trata-se de uma combinação de uma dose de café forte, com uma pequena quantidade (o chamado "pingo") de leite. Deve ser servido quente numa chávena de café.
Sendo certo que não há certezas quanto à origem do nome, há linguistas que especulam que o nome «garoto» aplicado a esta bebida, poderá tratar-se de uma alusão às "pequenas" dimensões da mesma, enquanto café com leite curto, servido numa chávena pequena.

## Variedade regional
A nomenclatura «garoto» verifica-se no Sul do país, encontrando-se tradicionalmente conotada à região de Lisboa, de onde é originária. No Norte do país, usa-se a nomenclatura «pingo» - por alusão ao pingo de leite que se deita no café - para designar esta bebida.